# Ітан Вінтерс
Ітан Вінтерс — персонаж у Resident Evil, серії відеоігор в жанрі виживальних жахів, створеній компанією Capcom. Ітан був представлений як один із ігрових персонажів у відеогрі Resident Evil 7: Biohazard (2017), де він зображений як пересічний громадянин, який шукає свою зниклу дружину на занедбаній плантації в Луїзіані. Він також є протагоністом продовження Resident Evil Village (2021), де він має знайти свою викрадену доньку в загадковому європейському селищі.
Capcom спочатку задумала Ітана як непримітну людину, щоби в такий спосіб сприяти його ідентифікації з гравцем як із головним героєм Biohazard, і мала намір перетворити його на більш визначеного персонажа у Village. Тодд Солі та Хіденобу Кіучі озвучили персонажа в англійській і японській версіях відповідно. Ітан отримав неоднозначну оцінку з боку відеоігрових видань: деякі похвалили його за те, що він викликає симпатію, тоді як інші розкритикували його за брак емоційного діапазону та розвитку.

## Створення
Ентоні Джонстон, сценарист Resident Evil Village
У Resident Evil 7: Biohazard гравці контролюють Ітана як втілення його присутності, а не екранного аватара. Метою гри є її проходження зі збереженням життя Ітана з обмеженими ресурсами. За словами Морімаса Сато, сценариста Biohazard і креативного директора Resident Evil Village, команда розробників спочатку розцінювала Ітана просто як «камеру для гравця» й «порожнього [персонажа]». Ближче до завершення роботи над Biohazard розробники почали планувати наступну основну частину Resident Evil. Вони вирішили зробити її прямим продовженням Biohazard та сюжетної лінії Ітана, оскільки розвинули прихильність до нього й побачили його потенціал як повноцінного персонажа. Продюсер Пітер Фабіано заявив, що команда хотіла, щоби гравці сприйняли Village з погляду Ітана, тоді як Сато описав Village як історію Ітана й «цілком того, ким він є».
Обличчя Ітана ніколи не зображується в ігровому процесі Biohazard або Village через те, що гравці контролюють персонажа від першої особи. Невикористана версія моделі персонажа Ітана, прихована в ігрових файлах, має повністю розроблені риси обличчя. У запланованому доповненні Winters' Expansion для Village Ітан з'являється в режимі від третьої особи, але все ще має приховане обличчя.

### Зображення
Тодд Солі та Хіденобу Кіучі озвучили персонажа в англійській і японській версіях Biohazard та Village відповідно. Модель персонажа ґрунтується на туніській чоловічій фотомоделі Яя Чамкі.

## Появи
До подій у Biohazard Ітан був системним інженером, який працював у Лос-Анджелесі. У 2017 році він отримує повідомлення від своєї дружини Мії, яка зникла безвісти майже три роки тому, що спрямовує його до занедбаної плантації в містечку Далві, Луїзіана. Там він знаходить і рятує Мію, але вона раптово стає вкрай агресивною та атакує Ітана, змушуючи його вбити її. Втім Міа знову оживає і відрізає Ітану руку, коли той намагається втекти, після чого його остаточно знешкоджує Джек, голова сім'ї Бейкерів, якій належить плантація. Ітан прокидається на вечері, де збираються кілька інших членів сім'ї, але йому вдається втекти та отримати допомогу від Зої Бейкер, яка пришила Ітану руку, коли той був непритомний. Зої розповідає, що вона, її сім'я та Міа перебувають під контролем Евелін — біоорганічної зброї у вигляді маленької дівчинки, здатної заражати людей психотропною пліснявою, що призводить до божевілля, надлюдських регенеративних здібностей та різних мутацій. Ітан збирає на плантації інгредієнти для сироватки, яка може вилікувати Мію та Зої, водночас б'ючись з іншими Бейкерами та пліснявими гуманоїдними істотами, створеними Евелін. Зрештою він зцілює Мію, яка успішно відновлює контроль над собою й розповідає, що була агентом однієї корпорації, яка створила Евелін, і мала супроводжувати її в подорожі, але зазнала її впливу. Ітан протистоїть Евелін, яка мутує у великого монстра, і вбиває її за допомогою військового загону на чолі з Крісом Редфілдом, після чого летить з плантації разом із Мією.
Через три роки, коли починаються події у Village, Вінтерси оселилися в Європі разом зі своєю новонародженою донькою Розмарі. Однієї ночі загін Кріса атакує їхній будинок, вбивши Мію і взявши Ітана та Розмарі під варту. Ітан оговтується поруч із розбитою вантажівкою, у якій його перевозили, і знаходить поблизу селище, що тероризується ліканами — істотами, подібними до перевертнів. Карл Гейзенберг, один із чотирьох місцевих лордів, схоплює Ітана і приводить до Матері Міранди, яка панує над селищем. Він дізнається, що вони забрали Розмарі й тікає зі смертельної пастки Гейзенберга до замку Альсини Дімітреску, однієї з лордів. Ітан вбиває Дімітреску і виявляє, що Розмарі була розчленована, а її останки зберігаються для особливого обряду в чотирьох колбах, кожною з яких володіють лорди. Ітан дізнається від таємничого місцевого торговця Герцога, що Розмарі можна оживити, якщо він зможе зібрати всі колби. Після того, як йому вдається вбити решту лордів, крім Гейзенберга, він зустрічає Кріса, який розповідає, що вбита ним «Міа» насправді була Мірандою, яка хотіла використати свої здібності до перевтілення, щоби викрасти Розмарі. Ітан перемагає Гейзенберга, але Міранда вбиває його. Проте Ітан оживає після галюцинацій з Евелін, яка каже, що його було вбито ще під час першої зустрічі з Джеком Бейкером, але він був відроджений її пліснявою, що надала йому регенеративні здібності. Герцог привозить Ітана до місця ритуалу, де він перемагає Міранду, а також рятує відновлену Розмарі. Потім із землі з'являється Мегаміцет — джерело плісняви, з яким експериментувала Міранда і внаслідок чого з'явилися чотири лорди, лікани та Евелін. Кріс, який раніше прикріпив до Мегаміцету бомбу та врятував Мію з підземної лабораторії Міранди, намагається евакуювати Ітана та Розмарі. Розуміючи, що його здібності не зцілять серйозні поранення, Ітан віддає Розмарі Крісу й жертвує собою, активуючи детонатор, після чого вибух знищує селище, тоді як Кріс, Міа й Розмарі відлітають геть.

## Сприйняття
Ітан отримав суперечливі відгуки. Деякі відеоігрові журналісти, як-от Кріс Мойс із Destructoid і Ліана Рупперт із Game Informer, написали, що роль персонажа у Biohazard є чинником її популярності та постійного комерційного успіху. Джош Вест із GamesRadar+ припустив, що повернення Ітана як протагоніста Village є безпрецедентним, і зазначив, що Capcom ніколи раніше не покладала на будь-якого головного героя послідовні частини основної серії Resident Evil.
Деякі коментатори позитивно оцінили Ітана як протагоніста, до якого можна віднести себе. На думку Рея Поррека із Destructoid, «похмуре» середовище Biohazard суперечило злегка формальному одязі Ітана, окреслюючи його так, «як може виглядати сучасний герой». Поррека зазначив, що Ітан не відповідає звичайному протагоністу Resident Evil і відчувається як невправна пересічна людина, що виживає, долаючи величезні труднощі, підриваючи очікування гравця від «[Biohazard], яка порушує традицію, щоби повернути трохи величі». Одрік Фігероа з The Escapist погодився, що персонаж дуже відрізняється від попередніх головних героїв Resident Evil, які змальовувалися героїчними агентами правоохоронних органів, що борються проти корпорацій, оскільки Ітан мотивований своїми особистими стосунками з Мією. Фігероа припустив, що примітивний сім'янин, який прагне врятувати свою дружину, є «ідеальним протагоністом» історії, де насильство в сім'ї, як «буквальне, так і метафоричне», є основою «філософії зустрічі» гри.
Інші розкритикували Ітана через брак особистості чи розвитку. Ендрю Райнер із Game Informer описав особистість Ітана як «так само прозору, як привиди, з якими він стикається». Він наголосив на невідповідності між випадковими реакціями персонажа на несуттєві деталі та загалом мовчазне реагування на небезпеку, і подумав, що його наратив перетворюється на «вуаєристське» дослідження мешканців маєтку, замість особистої участі головного героя в ньому. Ганнес Россов із німецького видання GamePro різко розкритикував передбачуваний брак особистості персонажа в Biohazard. Він написав, що головна роль Ітана у Village послабила його ентузіазм із приводу гри, і віддав перевагу іншому протагоністу, розвиненому більш належним чином. Чендлер Вуд із PlayStation LifeStyle назвав Ітана персонажем Resident Evil, якого найлегше забутим через його брак емоцій, що призвело до реальних випадків, коли люди не могли згадати його ім'я та вирішив, що гравець не може одночасно контролювати Ітана та робити акцент на ньому. Метью Брайд із Den of Geek написав, що вважає Ітана найгіршим протагоністом серії Resident Evil і навіть ігор загалом, посилаючись на «погане озвучування, поганий сценарій та неясну передісторію», а також інші недоліки персонажа. Джованні Колантоніо з Inverse назвав Ітана найгіршим ігровим героєм усіх часів, додавши: «Ітан відчувається найтупішою й найнещаснішою людиною у світі, і все ж ніщо не може завдати йому шкоди». Джин Парк із Washington Post назвав Ітана «ідіотом» через його реакцію на події під час Village. Він розкритикував Ітана за те, що в нього «немає сюжетної лінії» й що він «навряд чи увійде до пантеону великих відеоігрових персонажів». Енді Келлі із PC Gamer і Джейд Кінг із TheGamer навпаки висловили думку, що бути «нудним» або «універсальним» — найпозитивніший внесок Ітана в ігровий процес для гравця, з огляду на контекст небезпечного середовища і персонажів, з якими він стикається.
Ян Вокер із Kotaku був здивований наполегливими спробами Capcom приховати обличчя Ітана за зброєю в рекламних матеріалах, тоді як Россов назвав спроби зберегти ілюзію Ітана як безликого персонажа абсурдними, оскільки обличчя персонажа присутнє в ігрових файлах Biohazard. Мойзес Таверас із Paste написав, що не думає, що Ітан належить цьому світу через його незрозумілу передісторію та брак зовнішності. Через його безлике представлення та брак передісторії, наданої Capcom, персонаж часто обговорюється у фанатських теоріях стосовно його справжньої сутності. Крім того, компанія Epic Games включила Ітана разом із Джилл Валентайн та Леді Дімітреску до списку персонажів і брендів у рамках опитування 2021 року, яке вони поширили серед гравців Fortnite, щоби оцінити цікавість до майбутніх кросоверів.
Деякі критики зауважили, що протягом ігор Ітан страждає від серйозних травм або повного відрізання кінцівок, особливо рук, а також здатен швидко зцілювати або повторно прикріплювати їх без особливих зусиль.

### Аналіз
Дон Стоббарт, обговорюючи алюзії між Biohazard та фільмами жахів у рамках використання грою інтертекстуальності, описала декілька випадків з історії Ітана, що відзеркалюють конкретні сцени з фільму «Техаська різанина бензопилою» (1974). Скрутне становище Ітана під час сцени за обіднім столом із сім'єю Бейкерів описується як найбільш очевидний приклад: як і частий персонаж франшизи Саллі Гардесті, Ітан сидить за столом, коли прокидається й бачить гротескний бенкет, який, як здається, зроблений із людських нутрощів, тоді як інші присутні персонажі майже ідентично відзеркалюють персонажів, яких зустрічає Саллі за столом.